# Fajac-la-Relenque
Fajac-la-Relenque (1793 und 1801 noch mit den Schreibweisen Fajac Lartenque und Sajac-Larlenque) ist eine französische Gemeinde mit 51 Einwohnern (Stand 1. Januar 2022) im Département Aude in der Region Okzitanien. Sie gehört zum Arrondissement Carcassonne und zum Gemeindeverband Castelnaudary Lauragais Audois.

## Geografie
Die Gemeinde Fajac-la-Relenque liegt etwa 20 Kilometer westlich von Castelnaudary in der Landschaft Lauragais an der Grenze zum Département Haute-Garonne. Nachbargemeinden sind Marquein im Norden, Salles-sur-l’Hers im Nordosten, La Louvière-Lauragais im Südosten, Molandier im Süden sowie Gibel (Département Haute-Garonne) im Westen. Durch das Gemeindegebiet fließt der Gardijol, ein linker Nebenfluss des Hers-Mort.

## Bevölkerungsentwicklung
| Jahr      | 1962 | 1968 | 1975 | 1982 | 1990 | 1999 | 2006 | 2014 | 2021 |
| Einwohner | 74   | 75   | 62   | 51   | 52   | 42   | 42   | 49   | 51   |

Im Jahr 1831 wurde mit 263 Bewohnern die bisher höchste Einwohnerzahl ermittelt. Die Zahlen basieren auf den Daten von cassini.ehess und INSEE.

## Sehenswürdigkeiten
- Kirche Mariä Himmelfahrt (Église de l’Assomption)
- Schloss (Château de Fajac)

## Wirtschaft und Infrastruktur
In der Gemeinde sind sieben Landwirtschaftsbetriebe ansässig (Getreide- und Gemüseanbau).
Durch die Gemeinde Essegney führt die Fernstraße D 32 von Charmes nach Rambervillers. In der nahen Stadt Charmes besteht ein Anschluss an die autobahnartig ausgebaute RN 57 von Nancy nach Épinal. Der anderthalb Kilometer von Essegney entfernte Bahnhof Charmes liegt an der Bahnstrecke Blainville-Damelevières–Lure.

## Belege
1. ↑  Ortsname auf cassini.ehess.fr
2. ↑  Fajac-la-Relenque auf cassini.ehess
3. ↑  Fajac-la-Relenque auf INSEE
4. ↑  Landwirtschaftsbetriebe auf annuaire-mairie.fr (französisch)